# Sumy (huyện)
Huyện Sumy (tiếng Ukraina: Сумський район, chuyển tự: Sumys'kyi raion) là một huyện của tỉnh Sumy thuộc Ukraina. Huyện Sumy có diện tích 1855 km², dân số theo điều tra dân số ngày 5 tháng 12 năm 2001 là 62701 người với mật độ 34 người/km2. Trung tâm huyện nằm ở Sumy.